# Can't Live With You, Can't Live Without You
Can't Live With You, Can't Live Without You è una canzone di Billy Newton-Davis canata in duetto con Céline Dion. Il brano fu pubblicato come singolo nel luglio 1989 in Canada. La canzone è stata pubblicata anche sull'album di Billy Newton-Davis, Spellbound e in seguito inclusa anche nel maxi-singolo Unison, pubblicato dalla Dion in Giappone nel 1991.

## Contenuti, pubblicazioni e successo commerciale
Il brano è stato scritto da Dan Hill, autore di Seduces Me, brano dell'album Falling into You, pubblicato nel 1996 dalla Dion. La produzione e l'arrangiamento furono curati da Andy Goldmark. Il singolo fu pubblicato su vinile insieme alla traccia del lato B, Stop Me (Before I Dream Again), prodotta da Brian MacLeod.
Per la promozione del singolo fu realizzato un videoclip musicale, vincitore di un MuchMusic Video Award come Miglior Video MOR nel 1990.
La canzone è stato il secondo singolo inglese promozionale di Céline Dion dopo Listen to the Magic Man, pubblicato nel 1985 in Canada. Il singolo raggiunse la posizione numero quarantuno della RPM 100 Singles e la numero dodici della RPM Adult Contemporary.
Céline Dion eseguì per la prima volta questa canzone durante la sua quarta tournée: Unison Tour.

## Formati e tracce
LP Singolo 7" (Canada) (Columbia: C4-3088)
1. Can't Live With You, Can't Live Without You (feat. Céline Dion) – 4:16 (Dan Hill, John Parker, Steve Kipner)
2. Stop Me (Before I Dream Again) – 3:40

CD Singolo (Canada) (Columbia: CDNK 473)
1. Can't Live With You, Can't Live Without You (feat. Céline Dion) – 4:16 (Hill, Parker, Kipner)

## Classifiche
| Classifica (1989)               | Posizione massima raggiunta |
| ------------------------------- | --------------------------- |
| Canada (RPM 100 Singles)        | 41                          |
| Canada (RPM Adult Contemporary) | 12                          |